# Benjamin Serem
Benjamin Serem (27 april 1987) is een Keniaans voormalig langafstandsloper. Op 10 november 2013 testte hij positief op doping, bij de marathon van Beiroet. Hiervoor werd hij gediskwalificeerd en 2 jaar geschorst.

## Persoonlijke records
| Onderdeel      | Prestatie | Datum           | Plaats    |
| -------------- | --------- | --------------- | --------- |
| 10 km          | 28.40     | 29 april 2007   | Würzburg  |
| halve marathon | 1:03.04   | 9 november 2008 | New Delhi |
| marathon       | 2:14.32   | 18 januari 2009 | Mumbai    |

## Palmares

### Halve marathon
- 2007:  Halve marathon van Göteborg - 1:04.04
- 2007:  Halve marathon van Reykjavik - 1:04.09
- 2008: 4e Halve marathon van Göteborg - 1:03.40
- 2008: 16e Halve marathon van New Delhi - 1:03.04

### Marathon
- 2006: 9e Marathon van Milaan - 2:22.35
- 2008:  Marathon Odense - 2:14.44
- 2009: 7e Marathon Mumbai - 2:14.32
- 2009:  Marathon van Stockholm - 2:22.51
- 2009:  Marathon Odense - 2:17.00
- 2010:  Marathon Amman - 2:17.05
- 2011:  Marathon van Palmero - 2:15.15
- 2013:  Cividale UNESCO Cities Marathon - 2:19.27
- 2016:  Marathon Amman - 2:18.15
- 2017:  Marathon Amman - 2:18.05
- 2018:  Marathon Chisnau - 2:16.40
- 2018:  Marathon van Turijn - 2:16.55
- 2019:  Marathon Amman - 2:18.24